# Lars Hvidtfeldt
Lars Hvidtfeldt (født 24. oktober 1966) er godsejer. Han er formand for den erhvervsdrivende fond SEGES Innovation Fonden. Fra 2009 til 2012 var han formand for Tolvmandssektionen i Landbrug & Fødevarer.
Gift med Linnéa Treschow, 2 børn, og er uddannet cand.agro. 
Sammen med Linnéa Treschow drives Gl. Kirstineberg Gods, som omfatter Gl. Kirstineberg Land- og Skovbrug med bl.a. afgrøder som sukkerroer, græs- og kløverfrø samt bl.a. byg, hvede og ærter på kontrakt. 
Udover landbrug drives der traditionel skovdrift med pyntegrønt og juletræer, Gl. Kirstineberg Jagtvæsen, Guldborgsund Frugt og KIRSTINEBERG A/S – produktion af pottegroede juletræer.
Lars Hvidtfeldt sidder i følgende bestyrelser etc.: Formand for Lollands Falsters Folketidende, formand for Realdanias Landbrugsforum, næstformand for Grønt Center, bestyrelsesmedlem hos Rotationen A/S, bestyrelsesmedlem hos Malmö Tidningstryck AB, vestyrelsesmedlem hos Auriga Industries A/S, bestyrelsesmedlem hos Hold Danmark Rent, medlem af Vildtforvaltningsrådet, medlem af Skovrådet, medlem af Realdanias Repræsentantskab samt medlem af Vækstforum Sjælland, Region Sjælland.
Lars Hvidtfeldt var tidligere direktør for Sydhavsøernes Landboforening, som er en rådgivningsvirksomhed for landbrug. Han har arbejdet som Assistant Director på Landbrugsraadets kontor i Bruxelles, hvor han samtidig var generalsekretær for ECORD, som var et konsortium af rådgivende ingeniørfirmaer fra 8 EU-lande. Og han startede erhvervskarrieren som fuldmægtig i Landbrugsraadets markedspolitiske afdeling.
 Der er for få eller ingen kildehenvisninger i denne artikel, hvilket er et problem. Du kan hjælpe ved at angive troværdige kilder til de påstande, som fremføres i artiklen.